# 188. strelska divizija (ZSSR)
188. strelska divizija (izvirno rusko 188. стрелковая дивизия; kratica 188. SD) je bila strelska divizija Rdeče armade v času druge svetovne vojne.

## Zgodovina
Divizija je bila ustanovljena leta 1941 v Kazanu.